# Belägringen av Wesenberg
Belägringen av Wesenberg ägde rum från januari till mars 1574 under Nordiska tjugofemårskriget. Svenskarna gjorde en misslyckad belägring av den ryska staden Wesenberg i Estland. Belägringen är ökänd för ett bråk mellan tyska och skotska legosoldater i den svenska belägringsarmén, som ledde till en strid där 1 500 skottar och 30 tyskar dog. Wesenberg erövrades efter ett förnyat svenskt anfall år 1581.